# Caucase de l'Ouest
Pour les articles homonymes, voir Caucase (homonymie).
Le Caucase de l'Ouest est une zone naturelle inscrite sur la liste du patrimoine mondial de l'UNESCO, située à environ 50 kilomètres au nord de la ville balnéaire de Sotchi et comprenant la partie occidentale des montagnes du Caucase. L'UNESCO considère qu'il s'agit du seul grand massif montagneux européen qui n'a pas subi d'impact humain important. Les habitats sont exceptionnellement variés pour une zone si peu étendue, allant des plaines jusqu'aux glaciers.

## Description
La zone correspond à plusieurs réserves naturelles, dont la plus importante est la réserve naturelle et biosphérique du Caucase (Кавказский государственный природный биосферный заповедник), instaurée par le Gouvernement soviétique en 1924 pour préserver les quelques spécimens de 85 mètres de haut de sapin de Nordmann, considérés comme les plus grands arbres d'Europe. Existent aussi dans ce territoire le parc national de Sotchi, la réserve naturelle de Ritsa, la réserve naturelle de Pskhou, le parc naturel du Grand Tkhatch, la réserve naturelle de Teberda et d'autres encore. Un tiers des espèces de haute montagne sont considérées comme endémiques. Le Caucase de l'Ouest est également la région dont proviennent et où ont été réintroduits les bisons européens.

### Réintroduction du léopard de Perse
En 2009, un centre de réintroduction des léopards persans a été créé dans le parc national de Sotchi , où deux léopards mâles du Turkménistan sont détenus depuis septembre 2009 et deux femelles d'Iran depuis mai 2010. Leurs descendants seront relâchés dans la nature dans la réserve de biosphère.
Un couple de léopards a été apporté au parc de Sotchi en 2012 depuis le zoo de Lisbonne au Portugal. En juillet 2013, le couple avait une portée, les premiers léopards persans connus pour être nés en Russie depuis 50 ans. Ils seront relâchés dans la nature après avoir appris les techniques de survie de leurs parents, selon Natalia Dronova, coordinatrice des espèces du WWF- Russie.

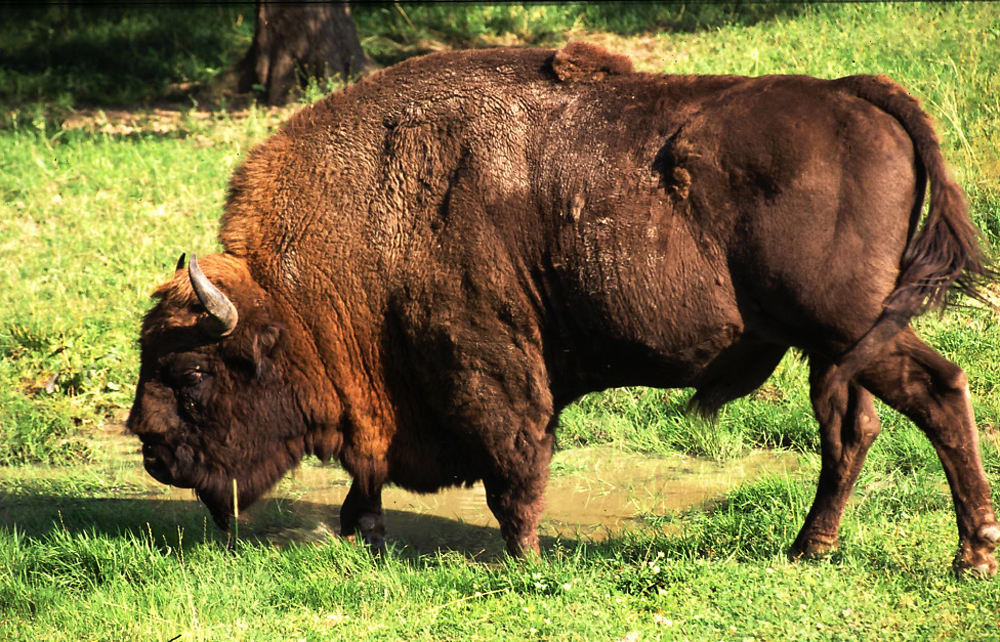
Le dernier bison européen sauvage fut tué dans le Caucase occidental en 1927. Le bison fut réintroduit une dizaine d'années plus tard[réf. nécessaire].
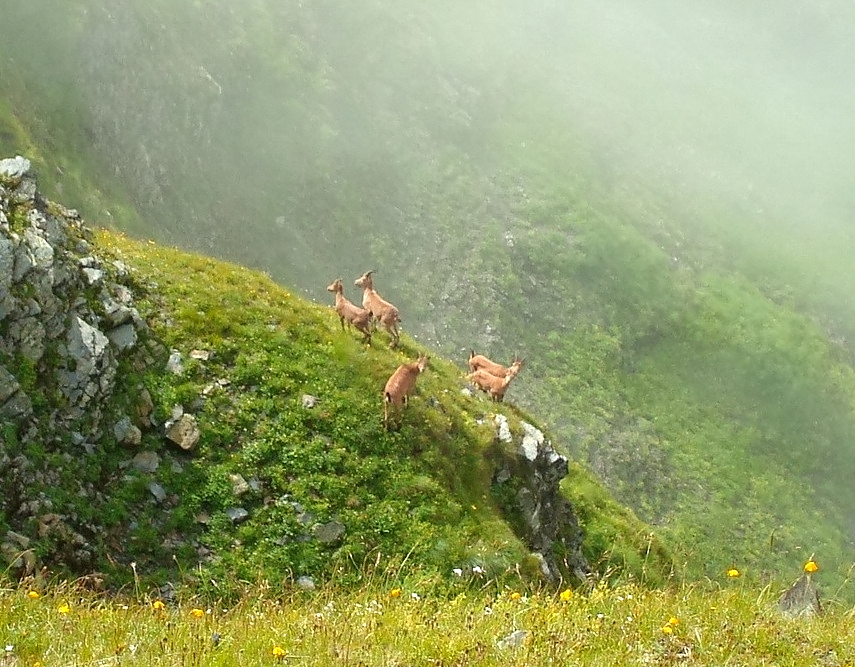
Chèvre du Caucase occidental, espèce endémique.